# Gaetano Carrancini

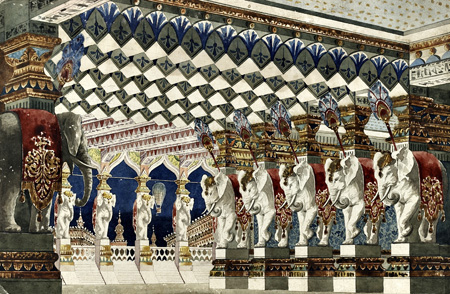
Gaetano Carrancini, estudo para cenário, 1900.

Gaetano Carrancini, também grafado Caetano, foi um cenógrafo italiano radicado no Brasil em 1886.
Nada se sabe sobre sua vida privada, mas desenvolveu insigne carreira profissional. Foi louvado por Olavo Bilac e Artur Azevedo qualificou-o como "extraordinário artista", dono de "opulenta fantasia", acrescentando: "O seu forte são justamente os cenários da mágica — os palácios encantados, deslumbrantes de ouro, estofos e pedrarias, de uma arquitetura revolucionária, só dele — as praças exóticas de cidades imaginárias — as cavernas tenebrosas — os bosques misteriosos — as grutas infernais etc. As suas apoteoses nunca deixam de apresentar alguma novidade, e ele as tem pintado às centenas". Segundo Décio de Almeida Prado, Carrancini foi um dos principais cenógrafos em atividade no Brasil em sua época, quando o teatro tornou-se a mais popular forma de entretenimento, especialmente nos gêneros cômico e musical. Disse o autor: "Não se compreende bem o final do século do teatro brasileiro, o interesse pela revista e pela mágica, sem levar em conta a colaboração de dois cenógrafos italianos que se fixaram no Brasil, Gaetano Carrancini e Oreste Coliva".